# Girard (Kansas)
Pour les articles homonymes, voir Girard.
La ville de Girard est le siège du comté de Crawford, situé dans le Kansas, aux États-Unis.